# Mudry-Apex Cap 222
Le CAP 222 est un projet d'avion de voltige biplace d'entraînement et de compétition. Sa particularité est d'être construit intégralement en composites.

## Histoire
Cet appareil est la version française du Giles G202 conçu par l'entreprise américaine AkroTech Aviation (en) (faillite en 1998) qui n'est pas certifié. APEX Aviation, société qui a repris les avions Mudry travaille sur le projet pour certifier l'appareil aux normes JAR 23.
Quand le CAP 222 sera produit, il entrera en directe concurrence avec le Dyn'Aéro CR120 et l'Extra 200. Les performances du CAP 222 permettent un taux de roulis élevé de 500 degrés par seconde supérieur à certains monoplaces de compétition comme le CAP 232. Cependant, les performances globales ne seront pas identiques puisque le CAP 222 a un moteur de 200 chevaux contre plus de 300 pour les monoplaces.

## Fiche technique (G-202)
Données de ,,
Caractéristiques générales
- Équipage : 1 ou 2 pilotes
- Longueur : 5,89 m
- Envergure : 6,71 m
- Hauteur : 1,70 m
- Masse à vide : 430 kg
- Masse typique : 544 kg (compétition voltige),
- Masse maximale au décollage : 726 kg (croisière), 635 kg (voltige),
- Moteur : 1   4 cylindres à plat Lycoming AEIO-360-A1E de 235 ch
- Hélices : tripale à pas variable.
- Corde à l'emplanture : 1,524 m
- Corde au saumon : 0,959 m

 Performances 
- Vitesse à ne jamais dépasser : 407 km/h
- Vitesse de croisière : 259 km/h
- Vitesse de décrochage : 107 km/h
- Capacité en carburant: 60,6 l limité à 37,8 l en voltige, 212 l (réservoirs optionnels dans les ailes)
- consommation: 40 à 60 l/h
- Facteur de charge: +/-10 g
- Taux de roulis: >400°/s